# Cliona laticavicola
Cliona laticavicola is een sponssoort in de taxonomische indeling van de gewone sponzen (Demospongiae). Het lichaam van de spons bestaat uit kiezelnaalden en sponginevezels en is in staat om veel water op te nemen. 
De spons behoort tot het geslacht Cliona en tot de familie Clionaidae. De wetenschappelijke naam van de soort werd voor het eerst geldig gepubliceerd in 1973 door Pang.